# Нусаир Мазрауи
Нусаир Мазрауи (арап. نُصَيْر مَزرَاوِيّ; Лејдердорп, 14. новембар 1997) је марокански фудбалер који тренутно наступа за Манчестер јунајтед. Игра на позицији десног бека.

## Успеси
Јанг Ајакс
- Прва лига Холандије  (1) : 2017/18.[5]

 Ајакс
- Ередивизија (3) : 2018/19,[6] 2020/21,[7] 2021/22.[8]
- Куп Холандије (2) : 2018/19,[9] 2020/21.[10]
- Суперкуп Холандије (1) : 2019.[11]

 Бајерн Минхен
- Бундеслига (1) :2022/23.[12]
- Суперкуп Немачке (1) : 2022.[13]

Појединачни
- Ајаксов таленат сезоне: 2018/19.[14]
- Таленат месеца у Ередивизији: новембар 2018.[15]
- Орден трона: 2022.[16]